# Хлебово (Грифінський повіт)
Хлебово (пол. Chlebowo) — село в Польщі, у гміні Ґрифіно Грифінського повіту Західнопоморського воєводства.
Населення — 189 осіб (2011).
У 1975-1998 роках село належало до Щецинського воєводства.

## Демографія
Демографічна структура станом на 31 березня 2011 року:
|          | Загалом | Допрацездатний вік | Працездатний вік | Постпрацездатний вік |
| -------- | ------- | ------------------ | ---------------- | -------------------- |
| Чоловіки | 92      | 21                 | 65               | 6                    |
| Жінки    | 97      | 28                 | 58               | 11                   |
| Разом    | 189     | 49                 | 123              | 17                   |